# Vincenzo Rocco

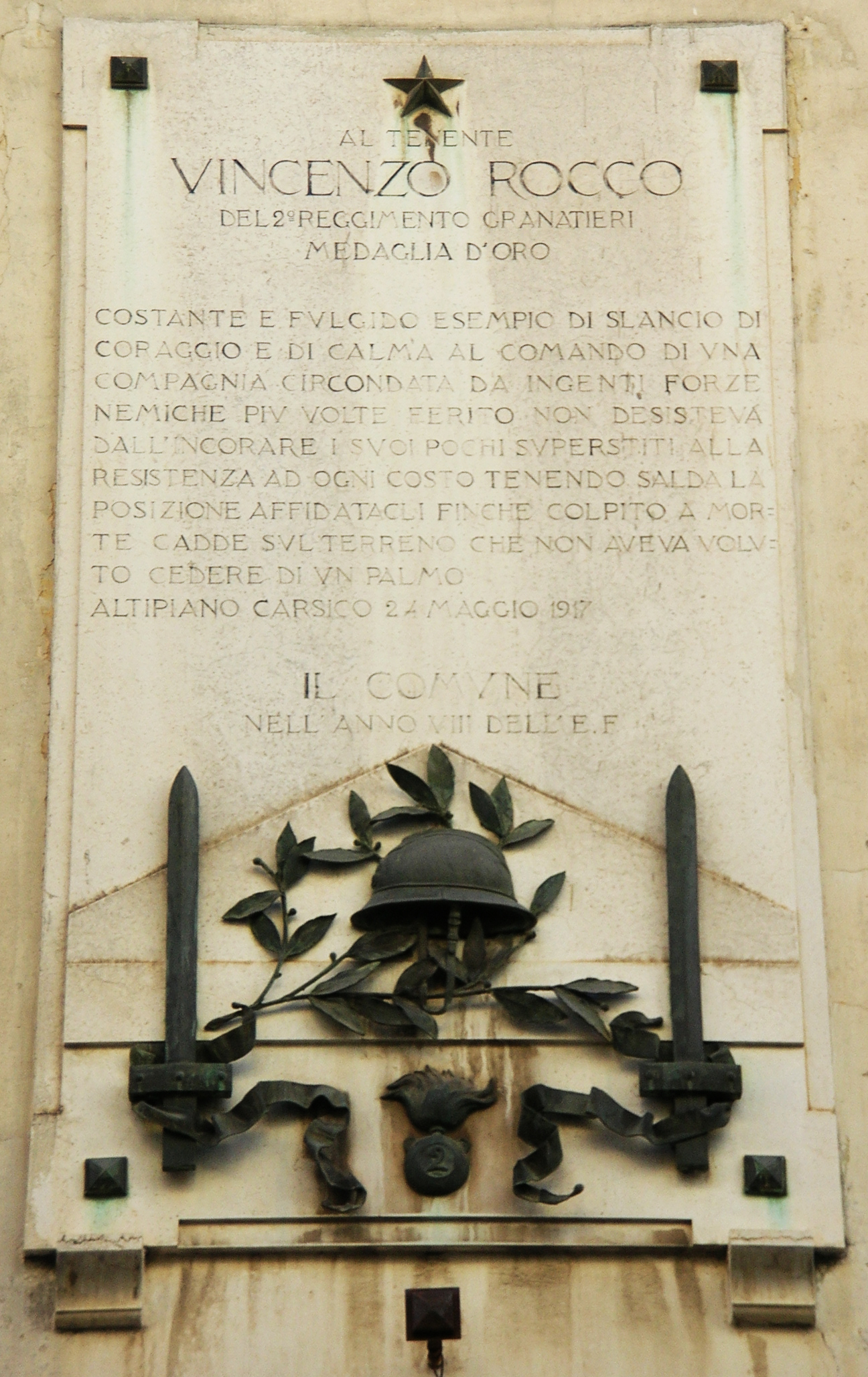
La lapide a Vincenzo Rocco sulla casa natale a Torre Annunziata

Vincenzo Rocco (Torre Annunziata, 27 settembre 1893 – Carso, 24 maggio 1917) è stato un militare italiano, decorato con la medaglia d'oro al valor militare alla memoria nel corso della prima guerra mondiale.

## Biografia
Nacque a Torre Annunziata il 27 settembre 1893, figlio di Gabriele e Luigia Valente.. Mentre frequentava la Scuola professionale "Alessandro Volta" di Napoli, nel 1913 fu chiamato a prestare servizio militare di leva nel Regio Esercito.
Ammesso come ufficiale di complemento presso l'81º Reggimento fanteria "Torino", rimase in servizio dopo l'entrata in guerra del Regno d'Italia, avvenuta il 24 maggio 1915, conseguendo la nomina a sottotenente nel luglio dello stesso anno e assegnato al 2º Reggimento "Granatieri di Sardegna", dislocato nel basso Isonzo, lo raggiunse in zona di operazioni nella zona di Monfalcone. In seguito il reggimento operò nelle trincee di Oslavia dove egli prese parte alla terza battaglia dell'Isonzo per la conquista di quota 188. Il 21 novembre ritrovandosi, sul Monte Sabotino, come ultimo ufficiale del reparto ne assunse il comando, riuscendo a mantenere la posizione in trincea sotto l'incessante fuoco del nemico austriaco. Questa azione gli valse una prima medaglia di bronzo al valor militare, poi commutata in medaglia d'argento con Regio Decreto del 19 agosto 1921.
Nell'agosto del 1916, nella sesta battaglia dell'Isonzo, ferito il capitano del suo reparto, ne assunse il comando, portando dopo una cruenta battaglia i suoi uomini alla conquista dell'obiettivo. Per tale azione fu insignito di una seconda medaglia di bronzo al valor militare.
Passato in servizio permanente effettivo e promosso tenente nel febbraio 1917, trovò la morte il 24 maggio 1917 nella decima battaglia dell'Isonzo. I granatieri conquistarono una dopo l'altra quota 235, 238 e 241. Avendo il nemico, appoggiato da un intensissimo fuoco d'artiglieria e con una manovra aggirante, tentato la riconquista di quota 241, a dar man forte al II Battaglione del reggimento fu inviata l'11ª Compagnia da lui comandata, che ritrovatasi accerchiata dal nemico resistette sparando fino all'ultimo colpo, incitata a non cedere agli ordini del tenente, il quale trovò la morte sotto il fuoco avversario. Per questo motivo gli fu assegnata la medaglia d'oro al valor militare alla memoria.

### Altri riconoscimenti
Il 25 gennaio 1929, il Commissario Prefettizio di Torre Annunziata Nicola Internicola, su iniziativa dell'Associazione Granatieri, deliberò l'apposizione di una lapide marmorea sulla casa dove nacque il tenente Rocco, con la motivazione della medaglia d'oro al valor militare.
Il 28 marzo 1961, la Commissione Toponomastica del comune oplontino, intitolò al tenente Vincenzo Rocco, la strada che dal porto sale verso la zona delle palazzine Ina casa, suolo dove sorgeva un tempo il Campo Formisano.

### Fonti
1. 1 2 3 4 5 6 7 8  Combattenti Liberazione.
2. ↑  Carolei, Greganti, Modica 1968, p. 60.
3. 1 2 3 4 5 6 7  Meo, Russo 1997, pag. 66.
4. ↑  Coltrinari, Ramaccia 2018, p. 72.
5. 1 2  Coltrinari, Ramaccia 2018, p. 73.
6. ↑  Medaglie d'oro al valor militare sul sito della Presidenza della Repubblica